# Silicon Valley Classic 2018
Silicon Valley Classic 2018 (також відомий під назвою Mubadala Silicon Valley Classic за назвою спонсора) - жіночий професійний тенісний турнір, що проходив на кортах з твердим покриттям. Це був 47-й за ліком Silicon Valley Classic. Належав до серії Premier в рамках Туру WTA 2018. Тривав з 30 липня до 5 серпня 2018 року. Вперше відбувся в Сан-Хосе, переїхавши зі Стенфорда.

## Очки і призові

### Розподіл очок
| Дисципліна              | П   | Ф   | ПФ  | ЧФ  | 1/8 | 1/16 | Q   | Q2  | Q1  |
| Жінки, одиночний розряд | 470 | 305 | 185 | 100 | 55  | 1    | 25  | 13  | 1   |
| Жінки, парний розряд    | 470 | 305 | 185 | 100 | 1   | Н/Д  | Н/Д | Н/Д | Н/Д |

### Розподіл призових грошей
| Дисципліна              | П        | F       | ПФ      | ЧФ      | 1/8     | 1/16   | Q2     | Q1     |
| Жінки, одиночний розряд | $128,100 | $68,280 | $37,330 | $21,330 | $10,670 | $6,990 | $3,225 | $1,810 |
| Жінки, парний розряд    | $40,300  | $21,330 | $11,735 | $5,975  | $3,240  | Н/Д    | Н/Д    | Н/Д    |

## Учасниці основної сітки в одиночному розряді

### Сіяні учасниці
| Країна   | Гравчиня           | Рейтинг1 | Сіяна |
| -------- | ------------------ | -------- | ----- |
| Іспанія  | Гарбінє Мугуруса   | 7        | 1     |
| США      | Медісон Кіз        | 12       | 2     |
| США      | Вінус Вільямс      | 14       | 3     |
| Бельгія  | Елісе Мертенс      | 15       | 4     |
| Румунія  | Міхаела Бузернеску | 24       | 5     |
| США      | Серена Вільямс     | 27       | 6     |
| КНР      | Ч Шуай             | 32       | 7     |
| Угорщина | Тімеа Бабош        | 39       | 8     |

- 1 Рейтинг подано станом на 23 липня 2018.

### Інші учасниці
Нижче наведено учасниць, які отримали вайлдкард на участь в основній сітці:
- Ешлі Крецер
- Клер Лю
- Гарбінє Мугуруса[2]
- Вінус Вільямс[3]

Учасниця, що потрапила в основну сітку завдяки захищеному рентингові:
- Серена Вільямс

Нижче наведено гравчинь, які пробились в основну сітку через стадію кваліфікації:
- Аманда Анісімова
- Вероніка Сепеде Ройг
- Георгіна Гарсія Перес
- Даніелль Лао

Такі тенісистки потрапили в основну сітку як Щасливі лузери:
- Анна Блінкова
- Магдалена Френх

### Відмовились від участі
- Кетрін Белліс → її замінила  Катерина Бондаренко
- Полона Герцог → її замінила  Софія Кенін
- Медісон Кіз → її замінила  Магдалена Френх
- Гарбінє Мугуруса → її замінила  Анна Блінкова
- Анастасія Павлюченкова → її замінила  Гезер Вотсон
- Марія Шарапова → її замінила  Вікторія Азаренко
- Коко Вандевей → її замінила  Крістіна Макгейл

### Знялись
- Вікторія Азаренко

## Учасниці основної сітки в парному розряді

### Сіяні пари
| Країна            | Гравчиня           | Країна          | Гравчиня       | Рейтинг1 | Сіяна |
| ----------------- | ------------------ | --------------- | -------------- | -------- | ----- |
| Китайський Тайбей | Латіша Чжань       | Чехія           | Квета Пешке    | 17       | 1     |
| Румунія           | Міхаела Бузернеску | Велика Британія | Гезер Вотсон   | 80       | 2     |
| Україна           | Людмила Кіченок    | Україна         | Надія Кіченок  | 84       | 3     |
| Японія            | Мію Като           | Японія          | Ніномія Макото | 92       | 4     |

- 1 Рейтинг подано станом на 23 липня 2018.

### Інші учасниці
Пара, що отримала вайлд-кард на участь в основній сітці|wildcard]] into the main draw:
- Tamara Culibrk /  Сібіль Говен

### Знялись з турніру
Під час турніру
- Арина Соболенко

## Фінальна частина

### Одиночний розряд
- Міхаела Бузернеску —  Марія Саккарі, 6–1, 6–0

### Парний розряд
- Латіша Чжань /  Квета Пешке —  Людмила Кіченок /  Надія Кіченок, 6–4, 6–1